# Вакер (Бургхаузен)
«Ва́кер» (нім. «SV Wacker Burghausen») — німецький футбольний клуб з Бургхаузена. Заснований 13 листопада 1930 року.

## Історія
Після заснування клуб складався, в основному, з працівників місцевого хімічного заводу «Wacker Chemie», заснованого в 1914 році, який спонсорує футбольний клуб до цього дня. Перша футбольна секція в місті була тісно пов'язана з гімнастичним товариством «Turnverein Burghausen». У 1922 році клуб був перейменований на «1. FC Burghausen», залишивши форму самоназви TV, яка була у нього з самого початку. Окрім футболу, клуб також має секції стрільби, легкої та важкої атлетик і займається проведенням молодіжних спортивних заходів.

## Досягнення
- Чемпіон Регіоналліги Південь (III): 2002
- Чемпіон Оберліги Баварія (IV): 1995
- Чемпіон Ландесліги Баварія-Південь (V): 1993

## Закріплені номери
- № 11 — Марек Крейчі ()